# Madenli, Çayeli
Madenli là một thị trấn thuộc huyện Çayeli, tỉnh Rize, Thổ Nhĩ Kỳ. Dân số thời điểm năm 2010 là 2.495 người.